# پیتر ابدن
پیتر اِبدن (انگلیسی: Peter Ebdon؛ زادهٔ ۲۷ اوت ۱۹۷۰) اسنوکرباز حرفه‌ای اهل انگلستان است. او سال ۲۰۰۲ با پیروزی ۱۸–۱۷ بر استیون هندری قهرمان جهان شد. ابدن دو بار نیز در سال‌های ۱۹۹۶ و ۲۰۰۶ نایب‌قهرمان مسابقات جهانی اسنوکر شده است. از دیگر افتخاراتش قهرمانی مسابقات بریتانیا در سال ۲۰۰۶ را می‌توان نام برد.